# À Paris (chanson)
Pour les articles homonymes, voir À Paris.
Clip vidéo
[vidéo] « Francis Lemarque - À Paris », sur YouTube
À Paris est une chanson française écrite en 1946 par Francis Lemarque (1917-2002) qui l’interprète sur un 78 tours. Son interprétation par Yves Montand (1921-1991) à partir de 1948 en fait un grand standardde la chanson française, de son répertoire, et des chansons sur Paris
.

## Historique

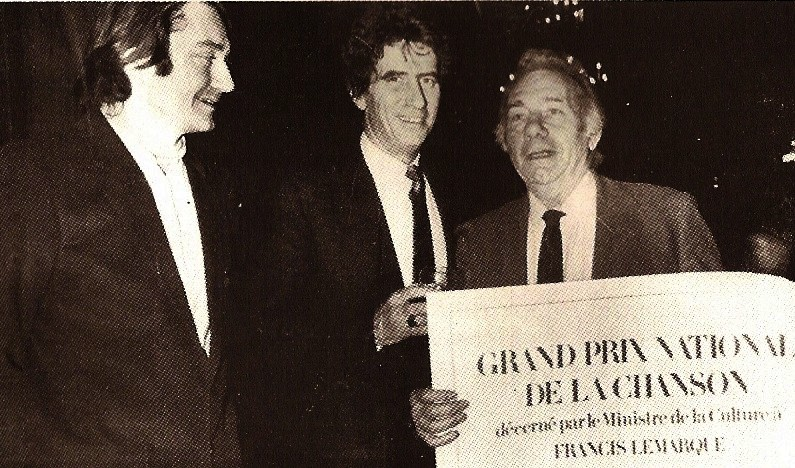
Remise du grand prix national de la chanson à Francis Lemarque en 1982, par Jack Lang, ministre de la Culture française

Après avoir été mobilisé comme « Lieutenant-guitariste » aux activités musico-théâtrales de l'armée française durant la seconde Guerre mondiale, le jeune Francis Lemarque rêve de devenir chanteur populaire et écume les guinguettes, bals musette, cabarets et scènes de music-hall de Saint-Germain-des-Prés et du quartier de la Bastille, où il vit
... Il découvre Yves Montand, alors âgé de 25 ans, sur scène en 1946, en première partie d'Édith Piaf au cabaret Le Club des Cinq du quartier du Faubourg-Montmartre, et tombe sous le charme de cette nouvelle idole montante. Montand chante avec succès Battling Jo, Ce monsieur là, Dans les plaines du Far West... « Ce fut un choc énorme » raconte-t-il plus tard. « Yves était exactement ce que je rêvais d'être. Ça m'a découragé. Mais en sortant de la salle, j'ai eu une illumination : je vais lui écrire des chansons ».
Ils font connaissance par l'intermédiaire de leur ami commun Jacques Prévert, auteur entre autres des chansons Les enfants qui s'aiment, et Les Feuilles mortes, que Diego (joué par Montand) fredonne dans le film Les Portes de la nuit, de Marcel Carné, en 1946. Montand est immédiatement séduit par ses compositions et choisit À Paris, Je vais à pied, Ma douce vallée, Bal petit bal... Il entame une longue collaboration avec Francis, qui lui écrit une trentaine de chansons de son important répertoire. 
Francis Lemarque écrit et compose cette chanson populaire sur un air d'orgue de Barbarie, d'accordéon et de flonflons de bal musette parisien, avec des références au parc Montsouris, aux toits de Paris, goguettes, taxis, cafés, bateaux-mouches, à la Seine, aux lampions et accordéons du 14 juillet, aux beaux quartiers, à La Bastille, aux faubourgs... : « À Paris, quand un amour fleurit, ça fait pendant des s'maines, deux cœurs qui se sourient, tout ça parce qu'ils s'aiment, à Paris... ». Yves Montant en fait un des grands succès de son répertoire, de la chanson française, et un célèbre symbole de la « chanson parigote » qui contribue à l'âme de Paris (avec Sous le ciel de Paris en 1951...).